# Santa Maria della Versa
Santa Maria della Versa – miejscowość i gmina we Włoszech, w regionie Lombardia, w prowincji Pawia.
Według danych na rok 2004 gminę zamieszkuje 2580 osób, 143,3 os./km².